# Beja (Santiago Maior e São João Batista)
Beja (Santiago Maior e São João Batista), oficialmente: União das Freguesias de Beja (Santiago Maior e São João Batista), é uma freguesia portuguesa do município de Beja, com 51,26 km² de área e 13 363 habitantes (censo de 2021). A sua densidade populacional é 260,7 hab./km².
Inclui uma área da cidade (urbana) e a zona de Penedo Gordo.

## História
Foi constituída em 2013, no âmbito de uma reforma administrativa nacional, pela agregação das antigas freguesias de Santiago Maior e São João Batista e tem a sede em Santiago Maior.

## Demografia
A população registada nos censos foi:
| Distribuição da População por Grupos Etários | Distribuição da População por Grupos Etários | Distribuição da População por Grupos Etários | Distribuição da População por Grupos Etários | Distribuição da População por Grupos Etários | Distribuição da População por Grupos Etários |
| -------------------------------------------- | -------------------------------------------- | -------------------------------------------- | -------------------------------------------- | -------------------------------------------- | -------------------------------------------- |
| Antes da agregação                           |                                              |                                              |                                              |                                              |                                              |
| Ano                                          | 0-14 anos                                    | 15-24 anos                                   | 25-64 anos                                   | >= 65 anos                                   | Total                                        |
| 2001                                         | 2116                                         | 2066                                         | 7584                                         | 2358                                         | 14124                                        |
| 2011                                         | 2041                                         | 1425                                         | 7802                                         | 2747                                         | 14015                                        |
| Após a agregação                             |                                              |                                              |                                              |                                              |                                              |
| Ano                                          | 0-14 anos                                    | 15-24 anos                                   | 25-64 anos                                   | >= 65 anos                                   | Total                                        |
| 2021                                         | 1810                                         | 1431                                         | 7026                                         | 3096                                         | 13363                                        |